# Opočno (Rychnov nad Kněžnou-i járás)
Opočno település Csehországban, Rychnov nad Kněžnou-i járásban. Opočno Pohoří, České Meziříčí, Přepychy, Mokré, Trnov, Semechnice és Dobruška településekkel határos. Lakosainak száma 3140 fő (2024. január 1.).

## Népesség
A település lakosságának változását az alábbi diagram mutatja:
| Lakosok száma | 2355 | 2711 | 3057 | 2874 | 3403 | 3138 | 3128 | 3136 | 3053 | 3140 |
|               | 1869 | 1890 | 1921 | 1950 | 1980 | 2001 | 2017 | 2019 | 2022 | 2024 |